# Dunkelbunt
 (juin 2014).
Si vous disposez d'ouvrages ou d'articles de référence ou si vous connaissez des sites web de qualité traitant du thème abordé ici, merci de compléter l'article en donnant les références utiles à sa vérifiabilité et en les liant à la section « Notes et références ».
Ulf Lindemann dit Dunkelbunt, né en décembre 1979 à Hambourg, est un artiste allemand.

## Biographie
Installé depuis 2001 en tant qu'artiste indépendant à Vienne, il travaille en tant que musicien, producteur de disques, DJ et propriétaire de sa propre maison de disques. Son nom Dunkelbunt représente la diversité et la recherche permanente de nouvelles fusions de musiques et de styles. Le spectre des collaborations de Dunkelbunt avec des groupes et des musiciens semble être aussi large que les eaux musicales qu’il traverse.
Dunkelbunt compose et fait des remixes de morceaux de groupes klezmer et balkaniques pour la plupart (Amsterdam Klezmer Band, Fanfare Ciocărlia, Marco Markovic Orkestra, Deladap…). Dans ses sets et mixes il mélange les influences klezmer, tzigane, balkaniques mais aussi rap, ragga, dub en passant par le swing sur un fond électro.

## Discographie
Albums
- 2003 : Wackelkontakt (Dunkelbunt)
- 2004 : Mandeltraeume (Dunkelbunt)
- 2005 : Balkan Hot Step (Dunkelbunt)
- 2007 : Morgenlandfahrt (Chat Chapeau)
- 2009 : Sun Dub  A Spicy Blend (Poets Club Rec.)
- 2009 : Rain Rain Drops & Elephants – Piranha ReInterpretations (Piranha Records)
- 2010 : Sun Dub Vol. 2 – A Spicy Blend (Prepared by Dunkelbunt)
- 2012 : Picnic with [dunkelbunt] (Poets Club Rec.)
- 2015 : Mountain Jumper ([dunkelbunt records])

Singles
- 2006 : The Chocolate Butterfly (Chat Chapeau)
- 2007 : Smile on Your Face (Chat Chapeau)
- 2008 : Cinnamon Girl (Chat Chapeau)
- 2009 : Kebab Connection (Poets Club Rec.)
- 2009 : Kebab Connection Remixes (Poets Club Rec.)
- 2010 : Gipsy Doodle (Poets Club Rec.)
- 2012 : Schlawiener (Poets Club Rec.)

Compilations
- 2000 : The Undiscovered Sounds of Hamburg Vol. 1 (Dunkelbunt Recordings)
- 2001 : The Undiscovered Sounds of Hamburg Vol. 2 (Dunkelbunt Recordings)
- 2002 : The Undiscovered Sounds of Hamburg Vol. 3 (Dunkelbunt Recordings)
- 2006 : Colors (Direct Club)
- 2006 : Ostklub Kapitel 1 (Chat Chapeau)
- 2007 : Balkanology (Runway Music)
- 2007 : DJ Click Flavour (No Fridge)
- 2007 : Balkanica! (Feel Good Productions)
- 2007 : Klassik Lounge 6 (High Music)
- 2007 : Gypsy Beats and Balkan Bangers 2 (Atlantic Jaxx Recordings)
- 2007 : Namaste Vol. 5 (Blue Flame Records)
- 2007 : Gipsy Beat (Petrol Records)
- 2007 : Beginners Guide to Eastern Europe (Demon Music)
- 2008 : The Balkan Club Night (Club Star)
- 2008 : Catersport 2 (Ala Bianca)
- 2008 : Beginners Guide to Belly Dance (Demon Music)
- 2008 : Instant Vol. 4 (Mama Records)
- 2008 : Sangennarobar 2008 (microcosmodischi)
- 2008 : Moondomix Experience (Mondomix)
- 2008 : Coup d’etat 3 (Shock Records)
- 2008 : Balkan Fever (Wagram Music)
- 2008 : Ostklub Kapitel 2 (Chat Chapeau)
- 2008 : FM4 Sound Selection 19 (Universal Music)
- 2008 : Go Tan Go (Warner Music Poland)
- 2008 : FM4 Sound Selection 16 (Universal Music)
- 2008 : Balkan Compilation (Doublemoon)
- 2009 : The Rough Guide To Gypsy Revival (Worldmusic Network)
- 2009 : Jalla Club Compilation No. 1 (Jimyz Music)
- 2009 : Electro Swing (Wagram)
- 2009 : Viertelbar Compilation 3/4 (Viertelbar)
- 2009 : I Love Balkan Music (Suna Bar/clubstar)
- 2009 : Sangennarobar 2009 (Microcosmodischi)
- 2009 : Swing Style Vol 2 (Suna Bar/Clubstar)
- 2009 : Balkan Beats – A Night At Berlin (Piranha)
- 2009 : Bellylicous 3 (Emi Music)
- 2009 : Kultur Kantine Exotic Lounge Session (Sony Music)
- 2009 : First (Warner Music)
- 2009 : Made in Russia (Suna Bar/Clubstar)
- 2009 : Eine Welt, Eine Zukunft (Inwent)
- 2009 : World Tour II – Balkan Basics (Kulturspiegel/Sony Music)

Remixes
- 2006 : Single: !Deladap – Lautlos (Chat Chapeau)
- 2008 : Single: Orient Expression – Istanbul 1:26 a.m. (Poets Club Rec.)
- 2009 : Album: Watcha Clan – Diaspora Remixed Album (Piranha Music)
- 2009 : Single: Analogik – Gipsy Doodle (Urban World Records)